# Al-Irsyad-moskee
De Al-Irsyad-moskee is een moskee in West-Bandung, in het westen van het Indonesische eiland Java, in het wooncomplex Kota Baru Parahyangan.
De moskee is gebouwd in 2009 en opgeleverd in 2010. De moskee heeft de vorm van een kubus, zonder koepel. De architecten van de moskee zijn Ridwan Kamil, een architect die politicus is geworden en momenteel gouverneur is van de provincie West-Java.